# Naturschutzgebiet Wünnenbecke

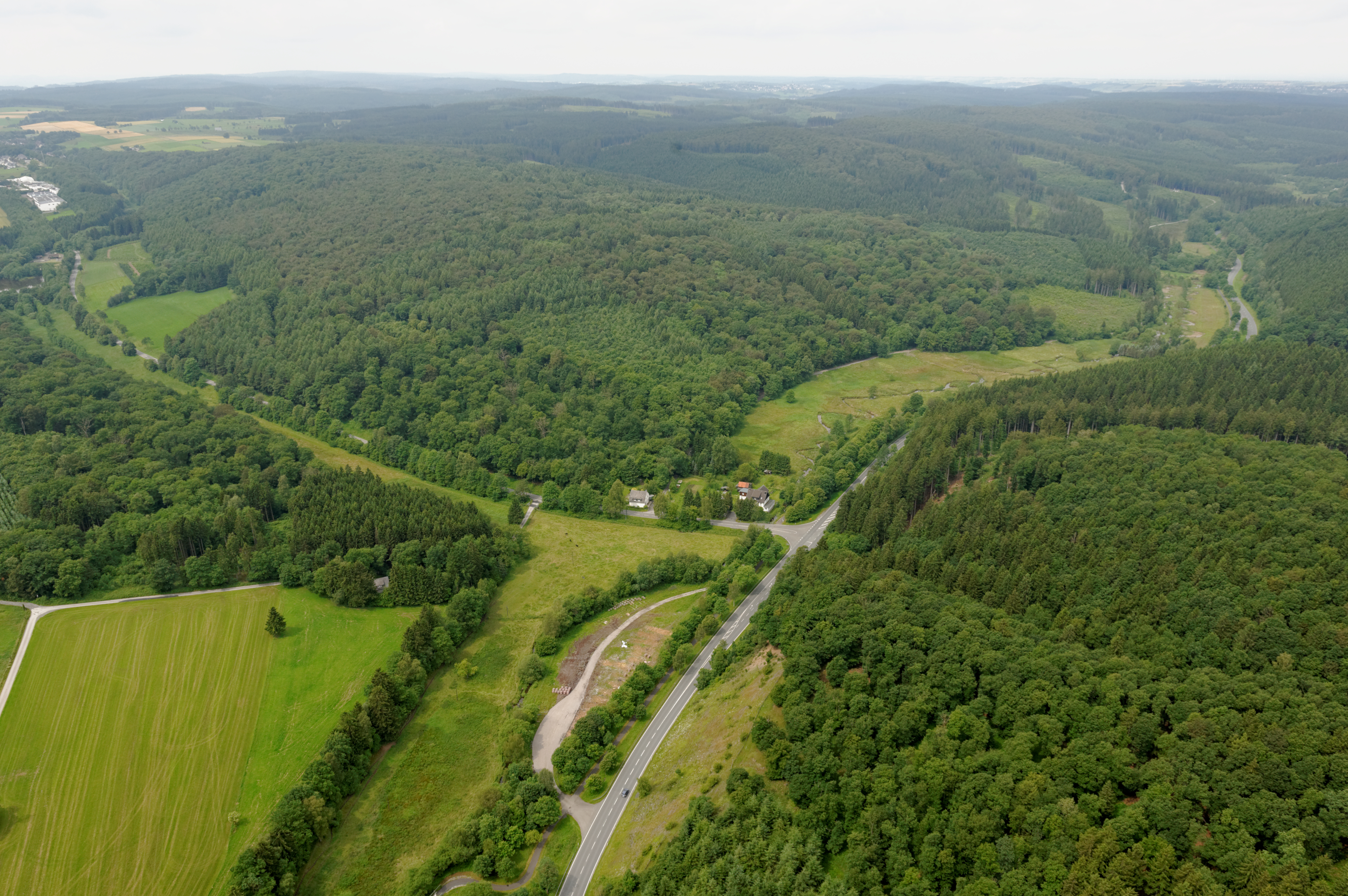
Naturschutzgebiet Wünnenbecke (Waldgebiet obere Bildhälfte bis zum Talrand der Möhne)

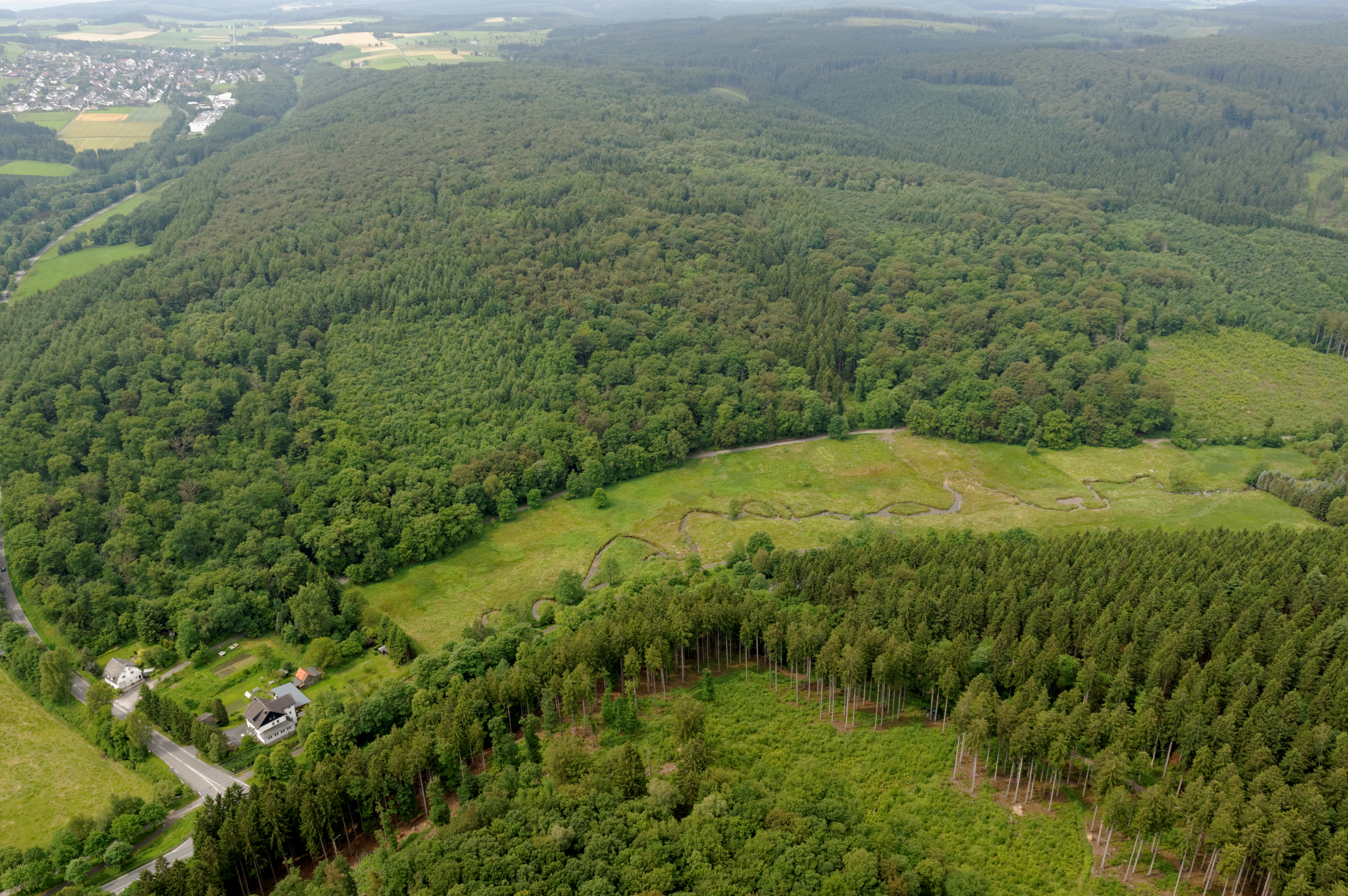
Naturschutzgebiet Wünnenbecke

Das Naturschutzgebiet Wünnenbecke mit einer Größe von 134,86 ha liegt nördlich von Scharfenberg im Stadtgebiet Brilon und liegt im Norden an der Grenze zum Kreis Soest. Das Gebiet wurde 2008 mit dem Landschaftsplan Briloner Hochfläche durch den Hochsauerlandkreis als Naturschutzgebiet (NSG) ausgewiesen. Die Ostgrenze des NSG bildet das Naturschutzgebiet Oberes Möhnetal. Das NSG gehört seit 2023 zum Vogelschutzgebiet Diemel- und Hoppecketal mit angrenzenden Wäldern.

## Gebietsbeschreibung
Beim NSG handelt es sich um ein Waldgebiet mit vielen Bächen und Erlenbruchwäldern. Im NSG gibt es auch Rotbuchen- und Rotfichtenwälder.
Das Landesamt für Natur, Umwelt und Verbraucherschutz Nordrhein-Westfalen dokumentierte Pflanzenarten wie Adlerfarn, Aufrechter Igelkolben, Bach-Spatenmoos, Bergfarn, Besenheide, Bitteres Schaumkraut, Bittersüßer Nachtschatten, Blutwurz, Dreizahn, Echter Baldrian,  Echtes Mädesüß, Flutender Schwaden, Gegenblättriges Milzkraut, Gewöhnlicher Gilbweiderich, Goldenes Frauenhaarmoos, Hain-Gilbweiderich, Hain-Sternmiere, Harzer Labkraut, Heidelbeere, Kleiner Baldrian, Quell-Sternmiere, Rippenfarn, Roter Fingerhut, Schwimmendes Laichkraut, Sumpf-Dotterblume, Sumpf-Helmkraut,  Sumpf-Labkraut, Sumpf-Pippau, Sumpf-Veilchen, Sumpf-Vergissmeinnicht, Ufer-Wolfstrapp und Wald-Schachtelhalm.

## Schutzzweck
Im NSG sollen die Erlenbruchwälder geschützt werden. Wie bei allen Naturschutzgebieten in Deutschland wurde in der Schutzausweisung darauf hingewiesen, dass das Gebiet „wegen der Seltenheit, besonderen Eigenart und Schönheit des Gebietes“ zum Naturschutzgebiet wurde. Der Landschaftsplan führt zum speziellen Schutzzweck auf: „Erhaltung eines kompakten Waldgebietes, das aufgrund der natürlichen Standortbedingungen reich an naturnahen Fließgewässern mit bachbegleitenden Erlensäumen und insbesondere relikthaften Erlenbruchwaldgesellschaften ist; Optimierung der ökologischen Wirksamkeit dieses besonderen Standortpotenzials durch langfristige Umbestockung der rel. großflächigen Fichtenaufforstungen im Gebiet; Schutz der Lebensgemeinschaften der Bruchwälder, Quellen und naturnahen Fließgewässer, in denen etliche gefährdete Pflanzenarten erfasst sind.“